# Pierre Duplessy-Michel
Pour les articles homonymes, voir Duplessy.
Pierre Duplessy-Michel (aussi appelé Pierre Michel sieur Duplessy ou du Plessis), né le 1er août 1632 et mort le 30 juillet 1693 à Bordeaux, est un architecte et urbaniste français, ingénieur du roi. Il est connu pour les nombreux projets qu'il a réalisés à Bordeaux et dans la région, dont l'aménagement du Château Trompette, la construction de l'église Notre-Dame de Bordeaux et du Fort Médoc.

## Biographie
Pierre Duplessy-Michel est né Pierre Michel à Gentilly le 1er août 1632, d'une famille de maçons et tailleurs de pierre. Ayant rejoint son oncle à Blaye en Gironde, qui était capitaine du duc de Saint Simon, il adjoint à son patronyme un nom d'origine inconnue, peut-être hérité des terres de ce dernier, dont il sera le principal héritier à sa mort en 1664.
Il se marie avec Marie Belin, fille d'un maître maçon, à Paris en 1654, il obtient un brevet du roi le 30 juin 1662, lui octroyant la charge d'ingénieur architecte. Dès 1661, il avait participé, avec Jacques Robelin, à l'achèvement de l'hôpital de la Manufacture. Le 25 janvier 1670, il est titulaire d'un second brevet, contresigné par Colbert. Le chevalier de Clerville en fait les louanges ("architecte très sage, très homme de bien, et fort entendu en son métier"), et Duplessy s'installe à Bordeaux la même année. Il obtient ses lettres de bourgeoisie en 1687.
Pendant près de trente ans, il est fréquemment consulté pour la rénovation de bâtiments publics. En 1667, il conçoit les plans de la nouvelle Église Saint-Romain de Blaye. En 1678, il dresse un état des lieux de l'église de Bourg et en 1684 du moulin de Saint-Médard. En 1686, il fait le constat des réparations de l'église de Sainte-Colombe ainsi qu'un devis pour la construction d'une église à Castillon en Dordogne. En 1691, il est adjudicataire général des ouvrages de fortification de la citadelle de Blaye. Les trois dernières années de sa vie, sous la direction du chevalier de Clerville et Vauban, il est responsable de l'exécution de l'ensemble des travaux de défense militaire de Bordeaux et de l'estuaire de la Garonne.

## Postérité
Il aura cinq enfants avec Marie Belin, quatre garçons et une fille. L'aîné, Pierre Duplessy-Michel, devient conseiller au parlement de Bordeaux en 1792. Son petit-fils, Claude François Duplessy-Michel, est lui aussi conseiller et architecte. La femme de ce dernier, Jeanne Françoise Marie de Chazot dite Madame Duplessy, tiendra le salon le plus connu de Bordeaux dans la seconde moitié du XVIIe siècle, dont Montesquieu fut un habitué.
Il acquiert la maison noble de Terrefort dans le Médoc, près de Moulis, dont le château existe encore aujourd'hui.
Un buste en marbre de Duplessy-Michel a été réalisé en 1694 par le sculpteur Jean-Baptiste Lemoyne, et se trouve dans les collections du Musée des Beaux-Arts de Bordeaux.
La rue Duplessy à Bordeaux, allant de la rue Fondaudege à la place Bardineau, à l'emplacement de son ancien hôtel particulier, qu'il a édifié, porte son nom.

## Principales réalisations
- Château Trompette : en 1670, le commissaire aux Fortifications, le chevalier de Clerville, le missionne auprès de Colbert pour l'achèvement de la reconstruction du château.
- Place d'Albret : en 1673, les jurats de Bordeaux lui confient l'exécution des travaux de construction de la porte d'Albret, en l'honneur du maréchal éponyme[6]. Il reçoit en contrepartie un terrain compris entre l'allée du Marais et le jardin de l'Archevêché[10].
- Notre-Dame de Bordeaux : en 1683, commandité par les pères Jacobins, il conçoit la future église Notre-Dame[11] (inspirée par l’église du Gesù à Rome), ainsi que le couvent, à l'extérieur desquels se trouve l'actuelle cour Mably[12]. La construction commence en 1684, et les plans sont approuvés par Louis XIV lui-même[4]. Elle sera achevée en 1707 après sa mort.
- Fort Médoc et Citadelle de Blaye : en 1689, Louis XIV ordonne la construction des travaux du fort, conçu par Vauban et exécuté par Duplessy-Michel et Ferry, de même que la modernisation de la citadelle de Blaye[13].